# Hygromia golasi
Hygromia golasi es una especie de molusco gasterópodo de la familia Hygromiidae en el orden de los Stylommatophora.

## Distribución geográfica
Es  endémica de los Pirineos (Andorra).